# Chiesa del Santissimo Nome di Maria al Foro Traiano

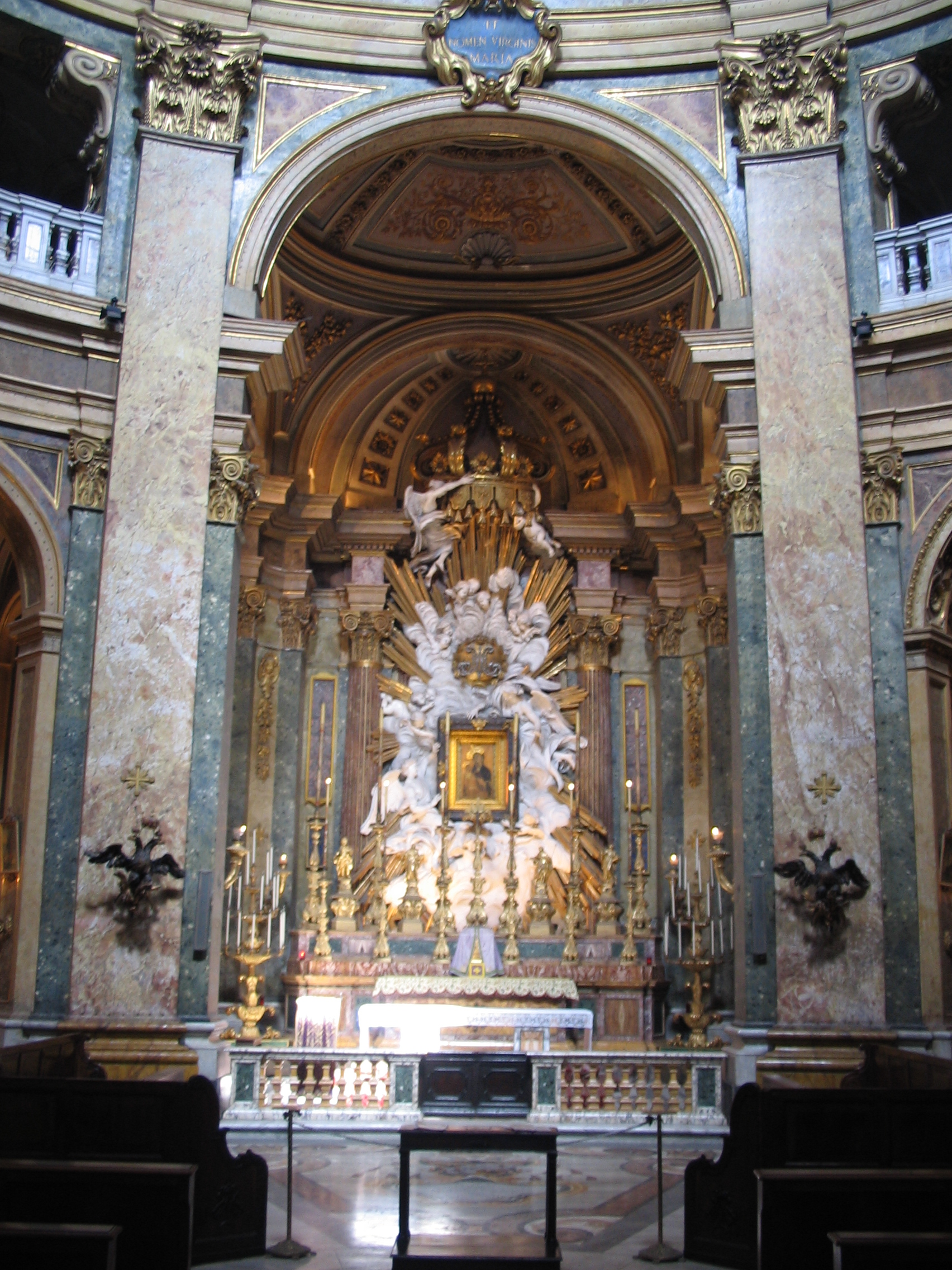
Presbiterio e altar maggiore

La chiesa del Santissimo Nome di Maria al Foro Traiano è un luogo di culto cattolico di Roma, costruito nel XVIII secolo presso il Foro di Traiano, nel rione Trevi.
Dal 1969 è sede della diaconia, istituita da papa Paolo VI, del Santissimo Nome di Maria al Foro Traiano. Il prelato che ne porta il titolo è attualmente il cardinale Mauro Gambetti.

## Storia e descrizione

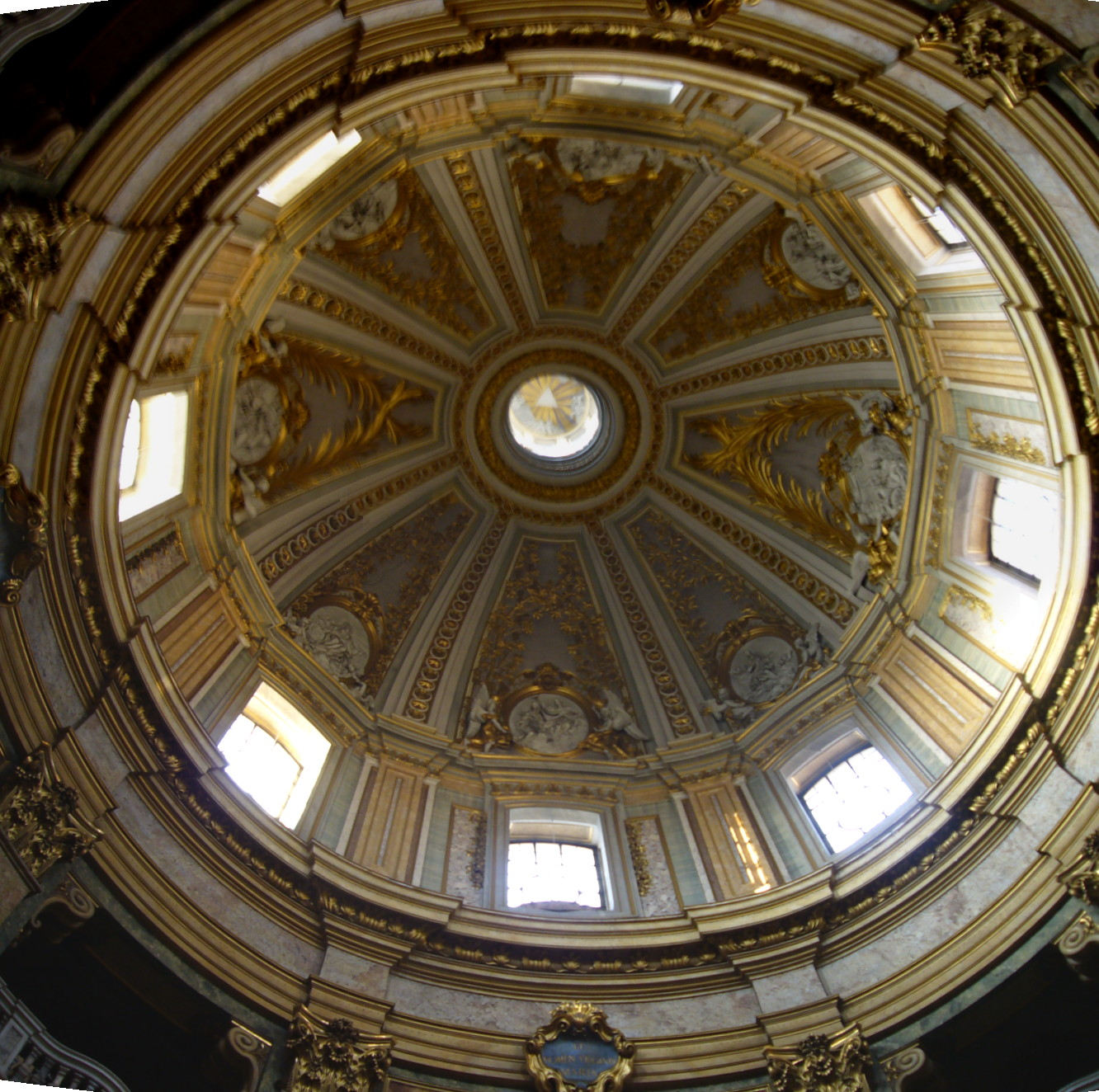
Interno della cupola.

Le origini risalgono al 1736. Fu edificata sul luogo dove sorgeva la quattrocentesca chiesa di San Bernardo su progetto dell'architetto francese Antoine Dérizet. A quest'ultimo subentrò nel 1743 Mauro Fontana che con Agostino Masucci curò la decorazione interna della chiesa. La facciata è costituita nella parte inferiore da un basamento di colonne e paraste tra le quali apre il portale d'ingresso. La balaustra che separa i due ordini presenta statue degli evangelisti e dei profeti. All'ordine superiore si erge il tamburo della cupola con paraste che delimitano otto spazi in cui aprono le finestre. L'interno della chiesa, decorato con marmi policromi, è a pianta ellittica con sette cappelle poste a raggiera. I medaglioni che ornano la cupola sono affrescati con le "Storie della vita di Maria". Sull'altare maggiore è venerata un'immagine della Vergine con Bambino dipinta su legno (scuola romana secolo XII).
La celebrazione del "Santissimo Nome di Maria" fu introdotta da papa Innocenzo XI in occasione della vittoria sull'Impero ottomano nella battaglia di Vienna, nel 1683, che segnò la fine della spinta musulmana per la conquista dell'Europa. Il suo culto fu instaurato da Giuseppe Bianchi nella chiesa di Santo Stefano del Cacco due anni dopo, per poi essere confermato dalla fondazione della Congregazione del Santissimo Nome di Maria, approvata formalmente nel 1688.
Innocenzo XI nel creare l'omonima Confraternita volle essere il primo tra i Confratelli, seguito subito dall'Imperatore d'Austria Leopoldo. Nel 1694 la congregazione si trasferì alla chiesa di San Bernardo alla Colonna Traiana, una piccola chiesa edificata su una costruzione del XV secolo appartenuta alla compagnia di san Bernardo di Chiaravalle, nei pressi della Colonna Traiana. In seguito venne acquistato il terreno adiacente in previsione della costruzione, che avvenne tra il 1736 ed il 1751 ad opera dell'architetto francese Antoine Derizet.
La chiesa è di proprietà dell'"Arciconfraternita del Santissimo Nome di Maria al Foro Traiano" e ne è tuttora la sede.
Inoltre la Chiesa è sotto la protezione della casata degli Asburgo, e dopo la caduta dell'impero Austro-Ungarico sotto la protezione della nazione austriaca.